# Oenothalia subpallida
Oenothalia subpallida là một loài bướm đêm trong họ Geometridae.